# بيت التمويل الكويتي
بيت التمويل الكويتي «بيتك»، أول بنك إسلامي في الكويت والخليج العربي. وحصل بيت التمويل الكويتي على جائزة أفضل مصرف إسلامي في العالم لسنة 2024.

## تاريخ البنك
بدأ نشأته القانونية عام 1973  ، ثم صدر مرسوم بقانون في تأسس «بيتك» عام 1977 م، برأس مال قدره 10 ملايين دينار كويتي بمساهمة حكومة دولة الكويت بمقدار 49% من رأس المال و 51% مساهمة عامة، وهو مدرج في سوق الكويت للأوراق المالية برأس مال سوقي يقدر بـ 2 مليار دينار كويتي حتى نهاية ديسمبر 2009، ويبلغ إجمالي الأصول 11,291 مليار دينار كويتي، كما يبلغ حجم الودائع 7,262 مليار دينار.

## بداية انتشاره
شهد «بيتك» منذ الثمانينات نشاطات متعددة في التوسع الدولي، فأنشأ بنوكاً مستقلة له في تركيا والبحرين وماليزيا بالإضافة إلى مساهمته في بنوك إسلامية أخرى، كما ساهمت أنشطته الاستثمارية بالولايات المتحدة الأمريكية وأوروبا ودول شرق آسيا والشرق الأوسط في أن تكون دعامة مهمة لتحقيق الأرباح المجزية المتنامية في بيت التمويل الكويت.
وقد دأب «بيتك» على توسيع نطاق شبكة فروعه المحلية حتى بلغت 55 فرعا، بالإضافة إلى تدعيمها بأقسام خاصة لخدمة السيدات، وتبنى مفهوم خدمة العملاء خارج الفروع، وقد حافظ على موقعه كجهة رائدة من حيث استخدام أحدث ما توصلت إليه التكنولوجيا لاستيفاء متطلبات الأنشطة المختلفة التي يعمل من خلالها، وذلك عبر شبكة الإنترنت والرسائل القصيرة وكذلك الخدمة الهاتفية «ألو بيتك» والتي حظيت بتقدير من جامعة بردو الأمريكية على المستوى المتميز في خدمة العملاء.

## شركات تابعة مجمعة
- بيت التمويل الكويتي (ماليزيا) برهاد - ماليزيا
- شركة بيتك للأسهم الخاصة - كايمان
- شركة المثنى للاستثمارش.م.ك. (مقفلة) - الكويت
- شركة النخيل المتحدة العقارية ش.م.ك. (مقفلة) - الكويت
- شركة المشروعات التنموية القابضة ش.م.ك. (مقفلة) - الكويت
- شركة بيتك للاستثمار العقاري - السعودية
- بيت التمويل الكويتي ش.م.ب. - البحرين (البنك الأهلي المتحد - البحرين)
- البنك الأهلي المتحد - الكويت
- البنك الكويتي التركي للمساهمة - تركيا
- مجموعة عارف الاستثمارية ش.م.ك. (مقفلة) - الكويت
- شركة ألافكو لتمويل وشراء وتأجير الطائرات ش.م.ك. (مقفلة) - الكويت
- شركة الإنماء العقارية ش.م.ك. (مقفلة) - الكويت
- شركة بيت إدارة السيولة للاستثمار ش.م.ك. (مقفلة) - الكويت
- مستشفى السلام الدولي
- بيت التمويل الكويتي (مصر) - مصر

## استثمارات في شركات زميلة
- الشركة الأولى للتأمين التكافلي ش.م.ك. (مقفلة) - الكويت
- بيت الاستثمار الخليجي ش.م.ك. (مقفلة) - الكويت
- شركة مركز إدارة السيولة المالية ش.م.ب (مقفلة) - البحرين
- مصرف الشارقة الوطني - الإمارات العربية المتحدة
- شركة أعيان للإجارة والاستثمار ش.م.ك (مقفلة) - الكويت
- شركة منشآت للمشاريع العقارية ش.م.ك. (مقفلة) - الكويت
- شركة صكوك للتطوير العقاري ش.م.ك. (مقفلة) - الكويت

## الجوائز
وقد حظي بيت التمويل الكويت بتقييمات من جهات عالمية مرموقة منها:
- حصل على تصنيف من وكالة ستاندارد آند بورز العالمية بدرجة A-/A2 لكل من الاستثمارات قصيرة وطويلة الأجل على التوالي.
- حصل على تصنيف من وكالة كابيتال انتلجنس بدرجة A/A-1 لكل من الاستثمارات قصيرة وطويلة الأجل على التوالي.
- منحت وكالة فيتش العالمية بيت التمويل الكويت تقييماً بدرجة A .
- منحت وكالة موديز تصنيفاً بدرجة Aa3 .
- حصل على جائزة أفضل مؤسسة مالية إسلامية في العالم من مجلة ذي بانكرز.
- فاز للعام الثالث على التوالي بجائزة أفضل بنك من مجلة يورومني.

## وصلات خارجية
- موقع «بيتك» الرئيسي.
- موقع «بيتك» الفرعي (البحرين).
- موقع «بيتك» الفرعي (ماليزيا).
- موقع «بيتك» الفرعي (تركيا).